# 李昌
李昌（1914年12月12日—2010年9月3日），本名雷骏随，男，土家族，湖南永顺人，中华人民共和国政治人物，中纪委原书记（时任第一书记为陈云），被誉为“黨內覺醒者”。

## 生平
李昌青年时期积极投身爱国运动，1936年6月加入中国共产党，1951年任团中央书记处书记。
1953年后，他历任哈尔滨工业大学校长、党委书记，提出“教育与科研、生产、国防任务相结合”的理念，把哈尔滨工业大学办成了全国最好的大学之一。
1964年调中央工作，任国务院对外文化联络委员会党组书记、副主任（对外文委后与其他政府机关合并为文化部），并任北京第二外国语学院党委书记兼院长。
文化大革命期间遭到残酷批斗。1977年任中国科学院副院长，协助胡耀邦主持工作，并兼中国科学技术大学第一副校长，中国科学院党组副书记、书记，中国科学院学部主席团执行主席等职。1982年当选为中央纪委书记。1985年当选为中央顾问委员会委员。在任期間，李昌曾力排眾議，反對极端保守的鄧力群、王鶴壽當選中顧委常委；趙紫陽去世後，他不顧禁令，前往趙家弔唁。
2010年9月3日在北京逝世。